# 五趾襪

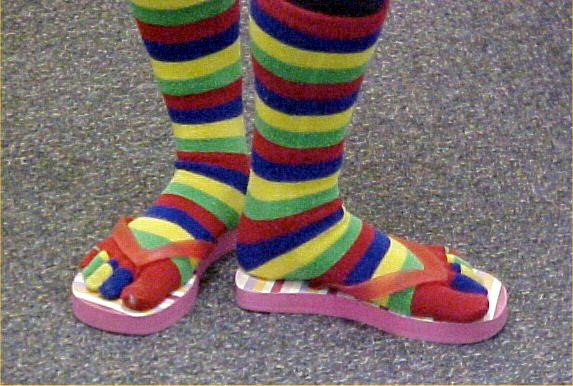
五趾襪配人字拖

五趾襪(英語：toe socks)，襪子的一種，材質為棉質，在趾部有讓腳趾個別套上的設計，穿上後每根腳趾都是分開的。其優點是較易吸腳汗，比較不會腳臭，也比較衛生。

## 例子

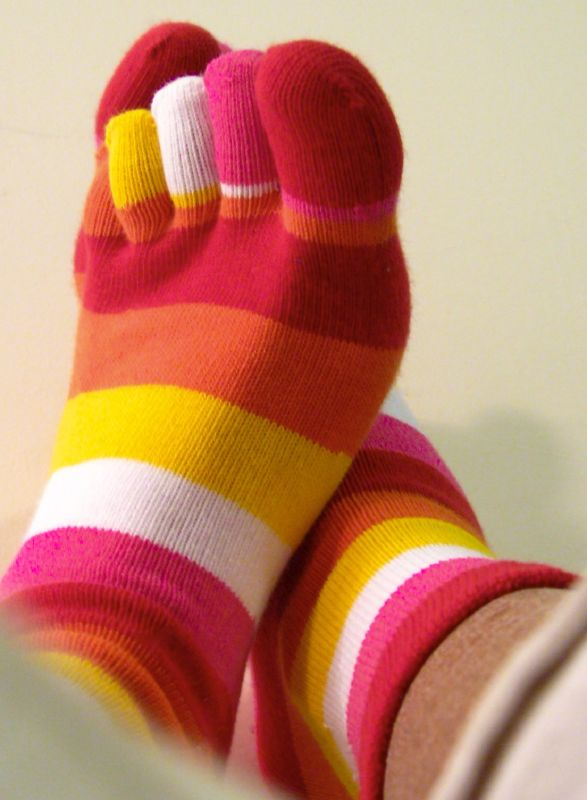
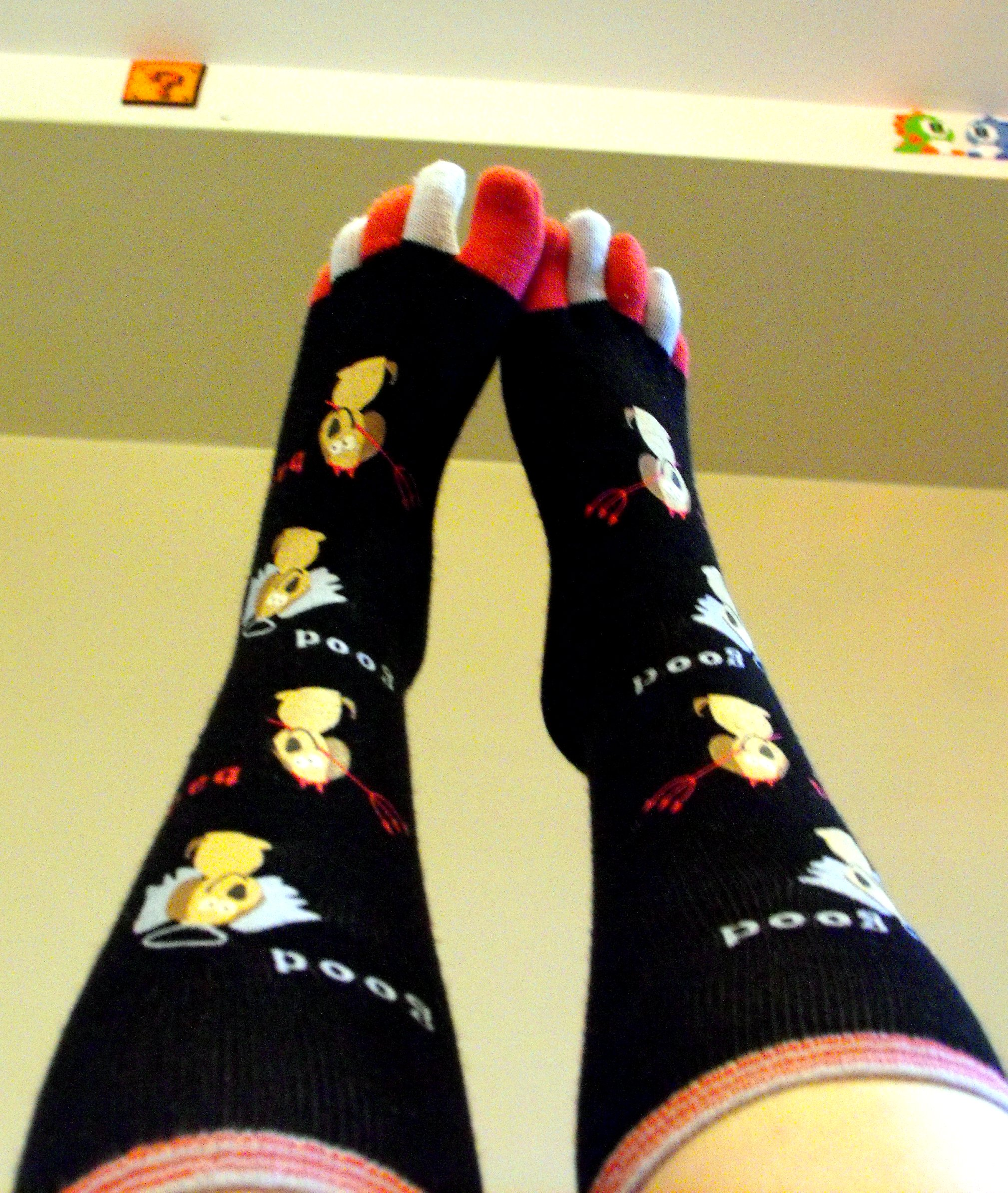
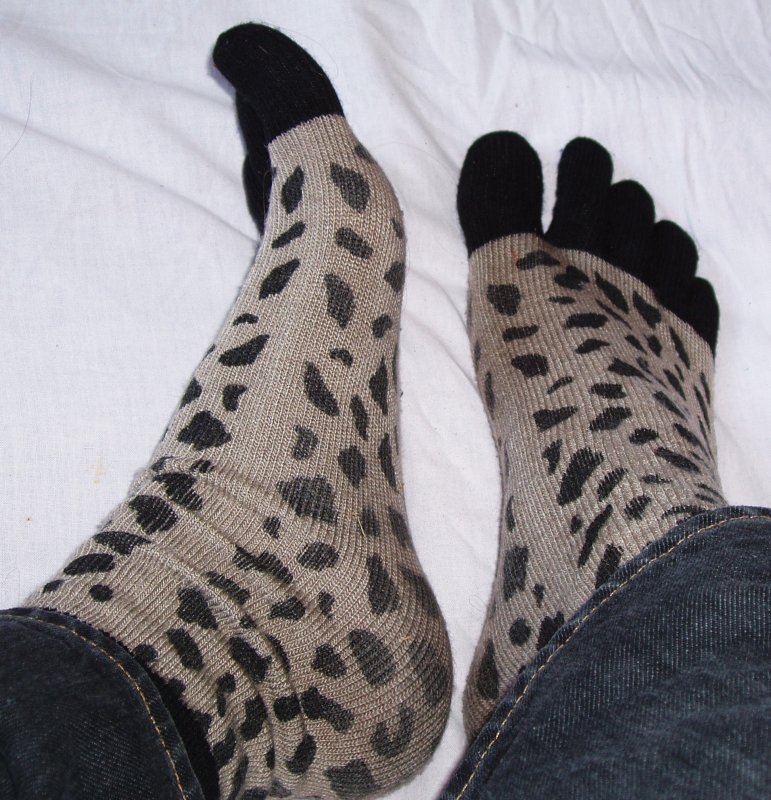
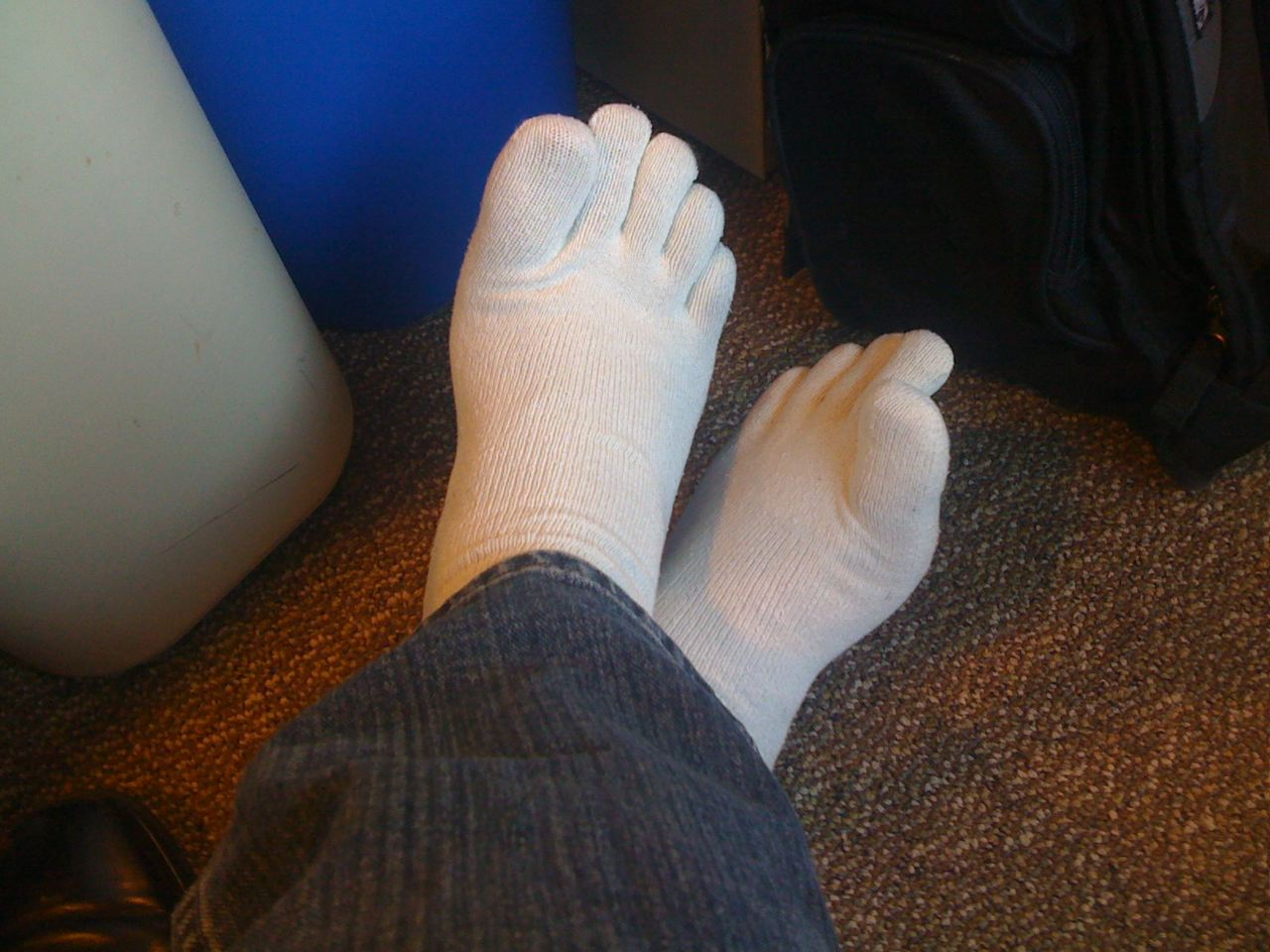
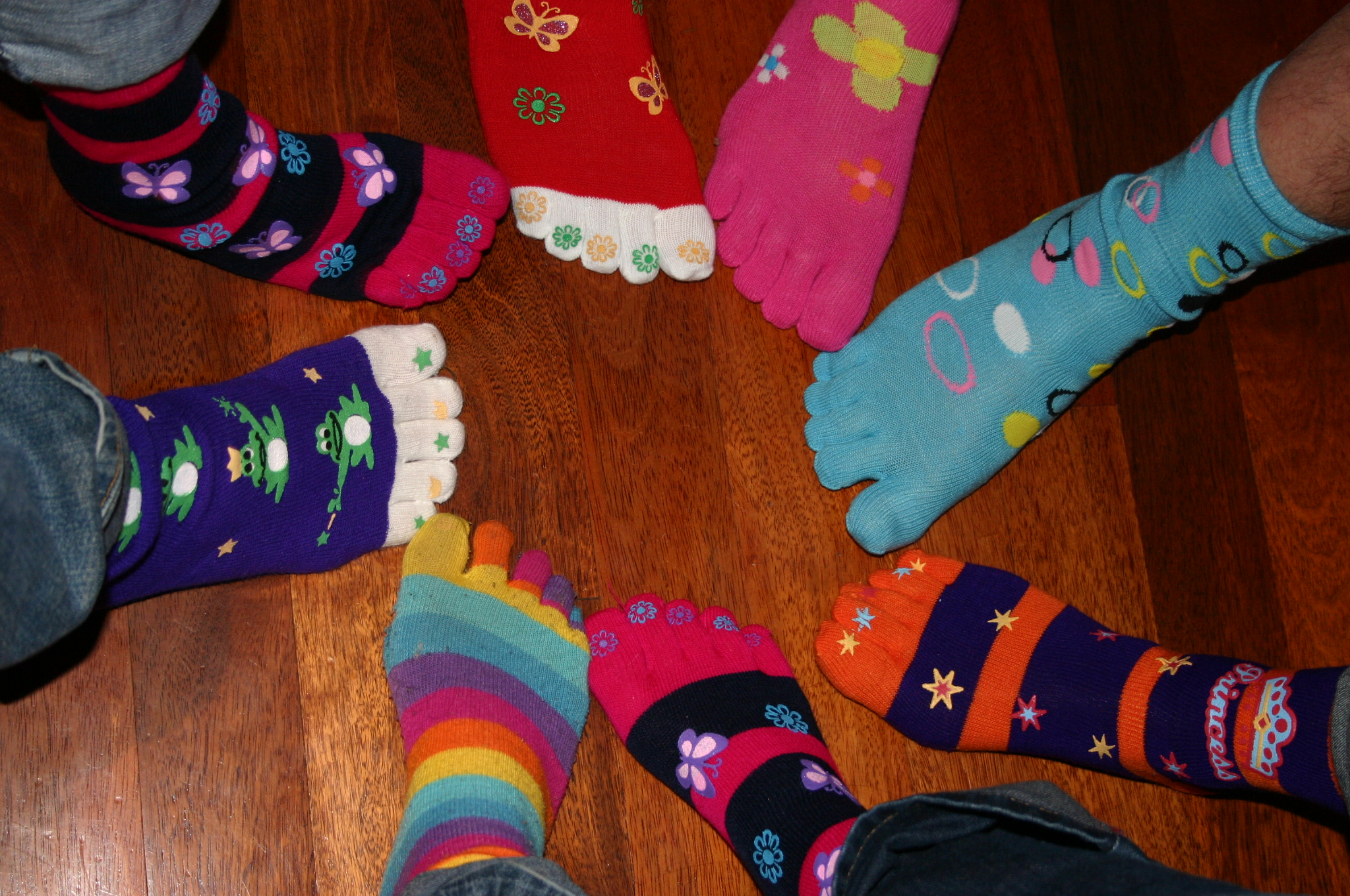
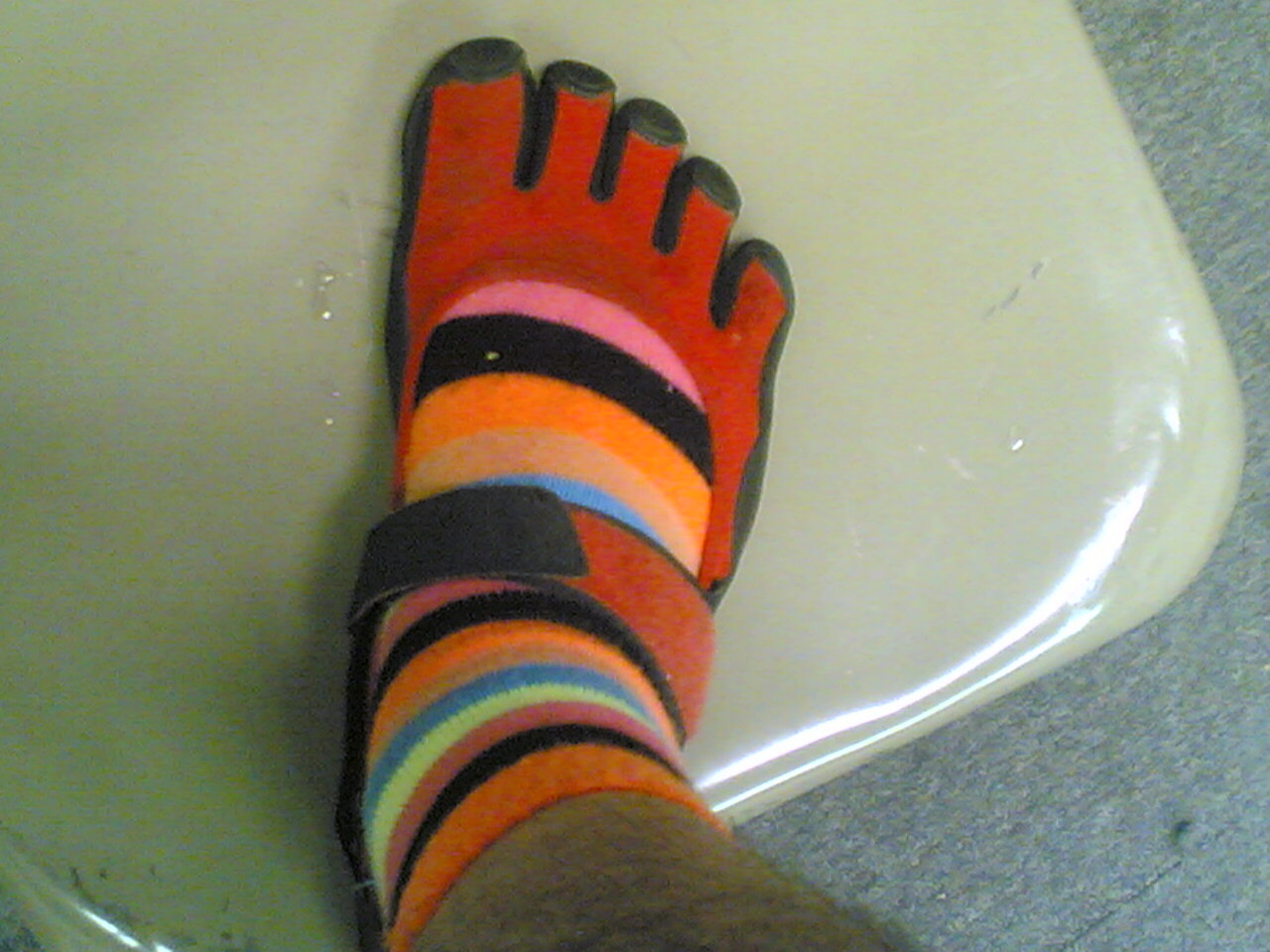